# 1963 au Canada
Pour un article plus général, voir Chronologie du Canada.
Cet article traite des événements qui se sont produits durant l'année 1963 au Canada.

## Événements

### Politique

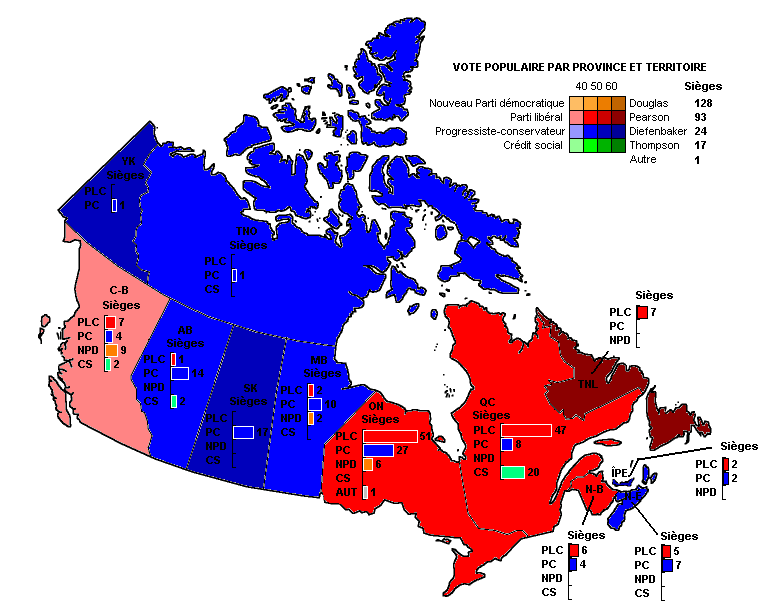
Élection fédérale de 1963

- 14 janvier : établissement des relations diplomatiques entre le Canada et la Corée du Sud
- 28 février : Thelma Forbes devienne la première femme à être président de l'Assemblée législative du Manitoba.

- 8 avril : élection fédérale. Défaite des conservateurs.

- 20 avril : le Front de libération du Québec fait sauter sa première bombe.

- 22 avril : Lester B. Pearson (libéral) devient Premier ministre.

- 17 juin : élection générale albertaine.

- 8 octobre : élection générale néo-écossaise.

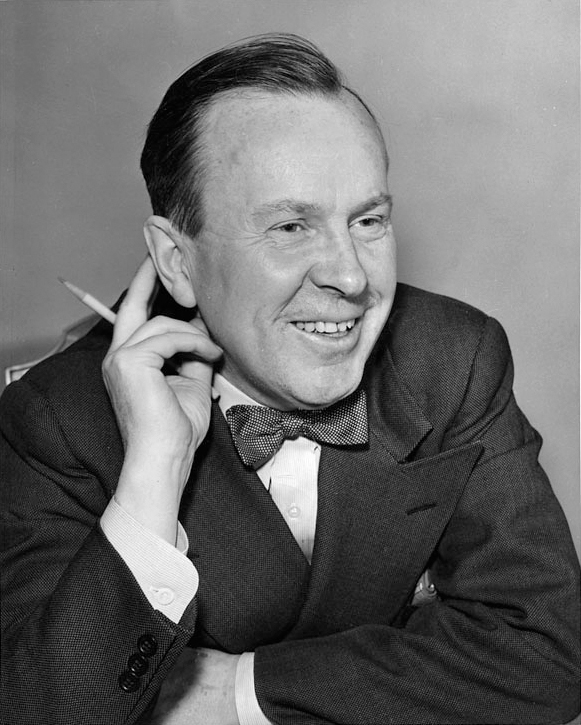
Lester B Pearson

- La ministre québécoise Marie-Claire Kirkland-Casgrain fait adopter la loi 16 qui met fin à l’incapacité juridique de la femme mariée. (Auparavant une femme mariée ne pouvait acheter une propriété sans la signature de son mari, ne pouvait faire un testament, etc.)

- Fondation du Parti Rhinocéros par Jacques Ferron.

### Justice
- 22 avril : Robert Taschereau est nommé juge en chef à la cour suprême.
- Le Front de libération du Québec commence à commettre une série d'actes criminels tout en prônant l'indépendance du Québec.

### Sport

#### Hockey
- Fin de la Saison 1962-1963 de la LNH suivi des Séries éliminatoires de la Coupe Stanley 1963.  Les Maple Leafs de Toronto remportent la Coupe Stanley contre les Red Wings de Détroit.
- Les Oil Kings d'Edmonton remportent la Coupe Memorial 1963.
- Repêchage amateur de la LNH 1963.
- Début de la Saison 1963-1964 de la LNH.

#### Football
- Les Tiger-Cats de Hamilton remportent la 51e finale de la Coupe Grey contre les Lions de la Colombie-Britannique 21-10.

### Économie
- Fondation de l'Université de Moncton.
- Fondation de la ville minière de Matagami au Québec.

### Science
- 27 mai : fondation de la Northern Alberta Institute of Technology.
- Fondation de la revue Québec Science.

### Culture
- Création du Conseil des arts de l'Ontario.

#### Télévision
- Michel Noël (acteur) incarne le Capitaine Bonhomme dans l'émission Le Zoo du Capitaine Bonhomme. Ce rôle sera utilisé autant pour les émissions pour enfants que pour le burlesque.
- Émission jeunesse Les Croquignoles.
- Les cadets de la forêt (en).
- Rue de l'anse.

### Religion
- 27 avril : érection du diocèse de Hull.
- Première réunion Cursillo à Trois-Rivières.
- Les Costello (en) fonde les Flying Fathers (en) qui est une équipe de hockey sur glace formée par des prêtres. Leur but est de donner des exhibitions afin de ramasser des fonds pour des œuvres charitables.
- Jean-Marie Brochu crée l'œuvre Le Noël du Bonheur.

### Transport
- 29 novembre : Écrasement du vol Trans-Canada Airlines 831 à Sainte-Thérèse

## Naissances
- 3 janvier : Chantal Lamarre, actrice et animatrice.
- 19 janvier : Steve Peters (en),  président de l'Assemblée législative de l'Ontario.
- 15 février : Serge Lamothe, écrivain.
- 1er mars : Ron Francis, joueur de hockey sur glace.
- 10 mars : Barry Devolin, politicien canadien.
- 26 mars : Roch Voisine, chanteur.
- 4 avril : Dale Hawerchuk, joueur de hockey sur glace.
- 9 avril : Pierre Lemieux, politicien de la circonscription de Glengarry-Prescott-Russell.
- 18 avril : 
  - Peter Van Loan, homme politique fédéral.
  - Eric McCormack, acteur et scénariste.
- 21 avril : Roy Dupuis, acteur.
- 5 mai : James LaBrie, chanteur.
- 25 mai : Mike Myers, acteur et humoriste.
- Juin : Laureen Harper, femme du premier ministre du Canada Stephen Harper.
- 12 juin : Marthe Saint-Laurent, écrivaine.
- 25 juin : Doug Gilmour, joueur de hockey sur glace.
- 4 juillet : Chris Charlton, femme politique canadienne.
- 11 juillet : Al MacInnis, joueur de hockey sur glace.
- 18 juillet : Jocelyn Brunelle, joueur de soccer.
- 2 septembre : Gerard Gallant, joueur professionnel de hockey sur glace.
- 3 septembre : Mike Wallace, homme politique fédéral.
- 29 septembre : Dave Andreychuk, joueur professionnel de hockey sur glace.
- 25 novembre : Holly Cole, chanteuse.
- 9 décembre : Dave Hilton, Jr., boxeur et criminel.
- 29 décembre : Liisa Savijarvi,  skieuse alpine.

## Décès
- 2 janvier : Jack Carson, acteur.
- 27 mars : Gaspard Fauteux, lieutenant-gouverneur du Québec.
- 3 mai : Omer Héroux, journaliste.
- 12 mai : Bobby Kerr, athlète olympique.
- 23 juin : Herbert Alexander Bruce, lieutenant-gouverneur de l'Ontario.
- 8 septembre : Leslie Gordon Bell, homme politique.